# IC 741
IC 741 ist eine linsenförmige Galaxie vom Hubble-Typ S0/a im Sternbild Jungfrau auf der Ekliptik. Sie ist schätzungsweise 144 Millionen Lichtjahre von der Milchstraße entfernt und hat einen Durchmesser von etwa 35.000 Lichtjahren.
Im selben Himmelsareal befinden sich u. a. die Galaxien NGC 3915, IC 738, IC 2969, IC 2974.
Das Objekt wurde am 3. Juni 1893 von dem französischen Astronomen Stéphane Javelle entdeckt.